# Takenori Hayashi
Takenori Hayashi (Nara, 14 oktober 1980) is een Japans voetballer.

## Clubcarrière
Hayashi speelde tussen 1999 en 2012 voor JEF United Ichihara Chiba, Kyoto Sanga FC, Júbilo Iwata en BEC Tero Sasana. Hij tekende in 2012 bij Oita Trinita.